# وسرت
كانت وسرت (و يعني اسمها القوية) إلهة مصرية تتمركز عبادتها في طيبة في صعيد مصر. وكانت في البداية إلهة محلية، ثم انتشرت عبادتها على نطاق واسع خلال الأسرة الثانية عشرة عندما سمي ثلاثة من الفراعنة كأبناء لها، فاسم الفرعون سنوسرت يعني حرفيا رجل الإلهة وسرت أو ابن الإلهة وسرت.

## تصويرها وعبادتها
و نادرا ما كان يتم رسمها أو تصويرها، ولم يتم تكريس أي معبد لها، مثال واحد من تصوير وسرت هو على لوحة الملكة حتشبسوت حيث تظهر في أقصى اليمين.
و عندما كانت ترسم كانت ترسم مرتديةً تاجاً طويلاً وممسكةً بصولجان واس، والذي كانت له علاقة باسمها (الذي يعني اسمه القوة وهو أحد صولجانات الفراعنة)، وعلى رأسها كانت تحمل أسلحة أخرى مثل الرماح وكذلك القوس والسهام.

## استبدالها
وقد تم استبدال وسرت في وقت لاحق بالإلهة موت وأصبح أيضاً إحدى تجليات حتحور، كما تم اعتبارها أيضاً حامية الإله حورس ابن إيزيس عندما كان شابا صغيراً.
كما كانت أول زوجة للإله آمون وقد حلت محلها موت كزوجة لآمون فيما بعد، على الرغم من أنه من الممكن أن يكون موت هو مجرد اسم آخر لوسرت.

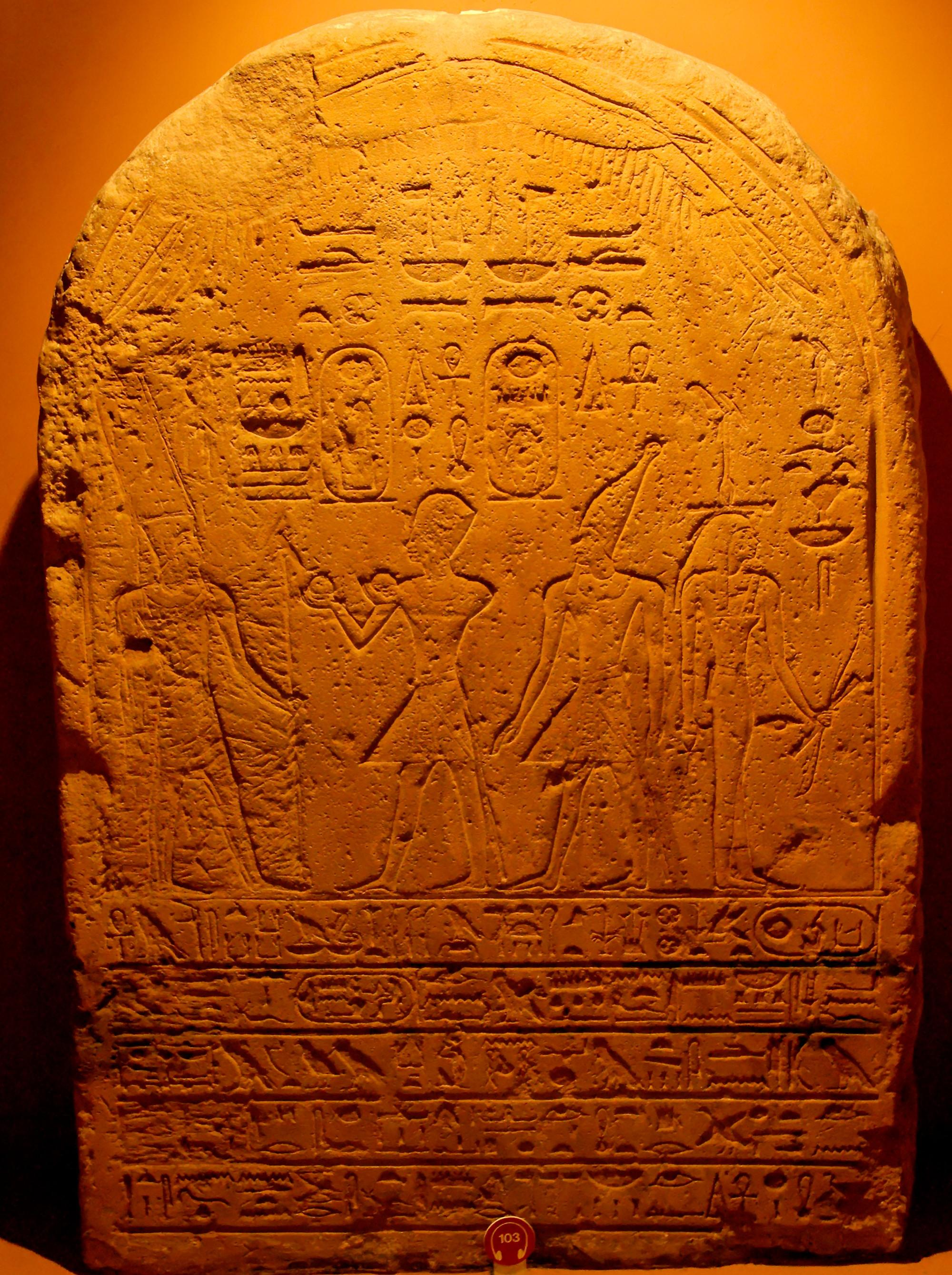
صورة نادرة لوسرت ، تظهر على يمين اللوحة المزدوجة للملكة حتشبسوت (المتواجدة وسط يسار اللوحة) في تاج خبرش الأزرق تقدم الزيت إلى الإله آمون وابن أخيها الذي سيصبح فيما بعد الفرعون تحتمس الثالث ظاهر وراء ظهرها مرتديا التاج الأبيض - من متحف الفاتيكان

## اقرأ أيضاً
- أمونيت